# Zens (tijdschrift)
Zens was een tijdschrift over zingeving, persoonlijke ontwikkeling en bewustwording en spiritualiteit. Zens volgde in november 2006 het antroposofisch tijdschrift Jonas op, maar werd een half jaar later opgeheven. Zens had een oplage van ongeveer 20.000 stuks.
Het blad behandelde naast de reeds genoemde thema's ook onderwerpen die te maken hadden met gezonde voeding, duurzaamheid en fair trade.
Zens zou tien keer per jaar verschijnen en werd uitgegeven door de Coöperatieve vereniging De Vier Elementen UA.